# Прапор Новоайдарського району
Пра́пор Новоайда́рського райо́ну — один із символів Новоайдарського району Луганської області.

## Опис
Прапор являє собою прямокутне полотнище зі співвідношенням ширини до довжини — 2:3, що складається з трьох рівних горизонтальних смуг червоного, синього та жовтого кольорів.

## Символіка
- Червоний колір символізує героїчні традиції.
- Синій колір вказує на наявність водойм у районі.
- Жовтий колір — символ сільського господарства.

Крім того, поєднання синього і жовтого кольорів вказує на територіальну приналежність району до України.